# Fermis Goldene Regel
Fermis Goldene Regel, benannt nach dem Physiker Enrico Fermi (1901–1954), bezeichnet eine viel benutzte Gleichung aus der quantenmechanischen Störungstheorie. Die Gleichung ergibt die theoretische Voraussage für die Übergangsrate (Übergangswahrscheinlichkeit pro Zeit), mit der ein Anfangszustand unter dem Einfluss einer Störung in einen anderen Zustand übergeht. Wenn nicht zusätzlich noch Übergänge in weitere Zustände möglich sind, gibt der Kehrwert der Übergangsrate die mittlere Lebensdauer des Anfangszustands an. Anschaulich gesagt ist das die Zeit, die der Quantensprung in den neuen Zustand im Mittel noch auf sich warten lassen wird.

## Anwendungen
Auf Grund ihrer allgemeinen Gültigkeit können für Fermis Goldene Regel vielfältige Anwendungen gefunden werden, z. B. in der Atomphysik, Kernphysik und Festkörperphysik bei der Absorption und Emission von Photonen, Phononen oder Magnonen. Mit der Goldenen Regel kann man sowohl spontane Umwandlungen behandeln (z. B. den radioaktiven Zerfall, die Emission von Lichtquanten, den Zerfall von instabilen Elementarteilchen) als auch die Absorption (z. B. von Lichtquanten), aber auch den Wirkungsquerschnitt beliebiger Reaktionen zwischen zwei Teilchen.

## Formel
Wird ein Anfangszustand {\displaystyle |i\rangle } einer Störung {\displaystyle V} ausgesetzt, durch die er in einen Endzustand {\displaystyle |f\rangle } in einem Energiekontinuum übergehen kann, so ist in erster störungstheoretischer Näherung die Übergangsrate {\displaystyle \lambda _{i\to f}} (d. h. die Übergangswahrscheinlichkeit pro Zeitspanne) dafür gegeben durch
{\displaystyle \lambda _{i\to f}={\frac {2\pi }{\hbar }}\rho (E_{f})\left|V_{fi}\right|^{2}}
Dabei sind
- {\displaystyle \hbar } die reduzierte Planck-Konstante
- {\displaystyle \rho (E_{f})} die Zustandsdichte der beobachteten Endzustände bei der Energie {\displaystyle E_{f}}
- {\displaystyle V_{fi}} das zu diesem Übergang gehörende Matrixelement des Störoperators {\displaystyle V}, auch ausgedrückt durch {\displaystyle \langle f|V|i\rangle }.
- die Zustände {\displaystyle |i\rangle } und {\displaystyle |f\rangle } Eigenzustände zu einem ungestörten Hamilton-Operator, zu dem die Störung {\displaystyle V} zusätzlich betrachtet werden soll.

Die Übergangsrate hat die Dimension 1/Zeit. Für spontane Zerfälle (Beispiel: Radioaktivität) ist sie die Zerfallskonstante im Exponentialgesetz. Die mittlere Lebensdauer des Systems im Anfangszustand ist
{\displaystyle \tau =1/\lambda }
Die Energieunschärfe oder Halbwertsbreite
{\displaystyle \Gamma _{i\to f}=\hbar \cdot \lambda _{i\to f}}
des Anfangszustands hat die Dimension Energie.
Sind Umwandlungen in verschiedener Form möglich, so ergeben sich die totale Zerfallskonstante {\displaystyle \lambda } bzw. die totale Halbwertsbreite {\displaystyle \Gamma } aus der Summe der einzelnen partiellen Werte für jede Art des Übergangs.

## Geschichte
Der störungstheoretische Formalismus der „Goldenen Regel“ wurde 1927 von Paul Dirac auf der Basis der zeitabhängigen Schrödingergleichung entwickelt, um die Absorption und Emission von Photonen erstmals quantenmechanisch zu behandeln. In der Arbeit wird die Wechselwirkung (Störung) eines Quantensystems, beispielsweise eines Atoms oder Moleküls, mit elektromagnetischer Dipolstrahlung dargelegt, wobei hier der Störoperator im Gegensatz zum obigen Modellbeispiel in Form einer vektoriellen Größe, das sogenannte Übergangsdipolmoment {\displaystyle {\vec {M}}_{fi}}, auftritt.
Wenig später wurde er von Gregor Wentzel in einer Arbeit zur Berechnung der Übergangswahrscheinlichkeit für den (strahlungslosen) Auger-Meitner-Effekt in Atomen noch einmal entwickelt, der ebenfalls ein Übergang von einem diskreten Zustand im Atom in den kontinuierlichen Bereich des Spektrums ist. Nach Fermi ist diese „Regel“ benannt, da er sie 1950 in einem Kernphysik-Lehrbuch als „Golden Rule No. 2“ aufführte. In der Literatur finden sich aber manchmal auch die Bezeichnungen Wentzel-Fermi Golden Rule und Fermi-Wentzel Golden Rule.
Als Golden Rule Nr.1 wird bei Fermi der Einsatz des Terms zweiter Ordnung in der Störungstheorie für solche Übergänge bezeichnet, die nach der ersten Ordnung verboten wären.

## Herleitungsskizze
Als Grundannahme wird ein zeitlich konstantes System mit exakt lösbarem Hamiltonoperator {\displaystyle H_{0}} durch einen Störoperator {\displaystyle V} erweitert.
{\displaystyle H=H_{0}+V}
Fermis Goldene Regel gilt für beliebige, konstante oder zeitabhängige Störoperatoren. Sie können die Wechselwirkung mit einem äußeren (konstanten oder zeitabhängigen) Feld darstellen oder eine zusätzliche Art der Wechselwirkung zwischen den Teilchen des Systems, die in {\displaystyle \,H_{0}} nicht berücksichtigt war (z. B. die Möglichkeit der Erzeugung eines Photons). Hier wird die Herleitung für einen zeitlich konstanten Störoperator gezeigt.
Für den vervollständigten Hamiltonoperator muss die zeitabhängige Schrödingergleichung
{\displaystyle \mathrm {i} \hbar \partial _{t}\left|\Psi (t)\right\rangle =H\left|\Psi (t)\right\rangle }
gelöst werden. Am Anfang ({\displaystyle t=0}) soll das System sich in einem Eigenzustand zu {\displaystyle H_{0}} befinden.
Man entwickelt die gesuchte Funktion {\displaystyle \left|\Psi (t)\right\rangle } nach den Eigenfunktionen des ungestörten Hamiltonoperators {\displaystyle \left|\Psi _{n}\right\rangle } (mit Energie-Eigenwerten {\displaystyle E_{n}}) und hat damit zeitabhängige Koeffizienten:
{\displaystyle \left|\Psi (t)\right\rangle =\sum _{n=0}^{\infty }a_{n}(t)\,\left|\Psi _{n}\right\rangle \,e^{-{\frac {\mathrm {i} E_{n}t}{\hbar }}}}.
Die Anfangsbedingung ist {\displaystyle a_{i}(0)=1}, alle anderen {\displaystyle a_{n}(0)=0}.
Nach Einsetzen von Hamiltonoperator und Wellenfunktion in die Schrödingergleichung ergibt sich durch Koeffizientenvergleich:
{\displaystyle \mathrm {i} \hbar \,\partial _{t}a_{f}(t)=\sum _{n=0}^{\infty }V_{fn}\,a_{n}(t)\,e^{\mathrm {i} \omega _{fn}t}},
wobei {\displaystyle \omega _{fn}} eine Kurzschreibweise für {\displaystyle {\tfrac {E_{f}-E_{n}}{\hbar }}} darstellt und {\displaystyle V_{fn}=\left\langle \Psi _{f}\right|V\left|\Psi _{n}\right\rangle } gilt. Die Störmatrix  {\displaystyle V} ist diagonal, sofern die Störung ausgeschaltet ist. Erst das Einschalten der Störung erzeugt nichtdiagonale Matrixelemente, welche als Maß der Störung interpretiert werden können.
Diese Gleichung beschreibt, wie sich die Koeffizienten {\displaystyle a_{f}(t)} zeitlich ändern. Zur näherungsweisen Lösung wird angenommen, dass die Koeffizienten sich gegenüber ihren Anfangswerten stetig ändern, sodass für kleine Zeiten von der Summe nur das Glied {\displaystyle n=i} zu betrachten ist. (Das ist der Sinn der 1. störungstheoretischen Näherung.) Da {\displaystyle V_{fi}} zeitlich konstant ist, kann die Gleichung integriert werden:
{\displaystyle \mathrm {i} \hbar a_{f}(t)=V_{fi}\int _{0}^{t}\mathrm {d} t'\,e^{\mathrm {i} \omega _{fi}t'}}
Als Ergebnis erhält man
{\displaystyle \mathrm {i} \hbar a_{f}(t)=V_{fi}\,{\frac {1}{\mathrm {i} \omega _{fi}}}\,(e^{\mathrm {i} \omega _{fi}t}-1)=2V_{fi}\;e^{\frac {\mathrm {i} \omega _{fi}t}{2}}\,\left({\frac {\sin {\tfrac {\omega _{fi}t}{2}}}{\omega _{fi}}}\right)}.
Es sei daran erinnert, dass aufgrund der Herleitung diese Formel nur gültig bleiben kann, solange {\displaystyle \left|a_{f}(t)\right|\ll 1} gilt. Die Wahrscheinlichkeit, zur Zeit t das System im Zustand f zu finden, ist das Betragsquadrat
{\displaystyle \left|a_{f}(t)\right|^{2}={\frac {4\left|V_{fi}\right|^{2}}{\hbar ^{2}}}\left({\frac {\sin ^{2}{\tfrac {\omega _{fi}t}{2}}}{\omega _{fi}^{2}}}\right)}.
Bei einem Übergang ins Kontinuum besitzt der Endzustand {\displaystyle f} zahlreiche Nachbarzustände ähnlicher Struktur, aber mit kontinuierlich variierender Energie, die auch als Endzustände möglich sind. Das Matrixelement kann deshalb für alle gleich angenommen werden; die jeweilige Übergangswahrscheinlichkeit ist wegen des eingeklammerten Faktors (in nachfolgender Graphik mit {\displaystyle g} bezeichnet) in der letzten Formel aber unterschiedlich. In Abhängigkeit von {\displaystyle \omega _{fi}} betrachtet, ist dieser Faktor {\displaystyle g} eine Funktion mit einem spitzen Maximum der Höhe {\displaystyle {\tfrac {t^{2}}{4}}} bei {\displaystyle \omega _{fi}=0}. Die benachbarten Nullstellen liegen bei {\displaystyle \omega _{fi}=\pm {\tfrac {2\pi }{t}}}, das Maximum dazwischen kann man gut durch ein Dreieck mit der Grundlinie {\displaystyle {\tfrac {4\pi }{t}}} annähern. Der Mittelwert des Klammerfaktors in diesem Intervall ist daher näherungsweise die Hälfte des Maximums, {\displaystyle {\tfrac {t^{2}}{8}}}.
Das spitze Maximum dieser Funktion bei {\displaystyle \omega _{fi}=0} zeigt, dass Übergänge bevorzugt in Zustände gleicher Energie {\displaystyle E_{f}=E_{i}} führen, aber Abweichungen in einem Bereich der Breite {\displaystyle \Delta E={\tfrac {4\pi \hbar }{t}}={\tfrac {2h}{t}}} möglich sind. Mit wachsender Zeit wird dieser Schwankungsbereich kleiner. Dies ist eine der Formen der Unschärferelation für Energie und Zeit und begründet die bei allen Spektrallinien zu findende natürliche Linienbreite. Auch wird mit wachsendem t die Spitze höher, und die gesamte Fläche unter dem Maximum (genähert durch halbe Höhe mal Breite) wächst proportional zu t an. Ist W die Summe der Übergangswahrscheinlichkeiten in alle Zustände im Bereich des Maximums, wächst also W proportional zu t, und {\displaystyle {\tfrac {W}{t}}} ist die gesuchte konstante Übergangsrate. Aber es sei wiederholt, dass die ganze Herleitung nur solange gültig bleiben kann, wie {\displaystyle W\ll 1} bleibt.
Zur Berechnung von W wird nun die mittlere Übergangswahrscheinlichkeit im Maximum einfach mit der Zahl der Endzustände im Intervall {\displaystyle \Delta E}
multipliziert. Diese Zahl der Zustände ergibt sich aus der Dichte der Zustände auf der Energieachse
{\displaystyle \rho (E_{f})={\frac {\mathrm {d} n}{\mathrm {d} E_{f}}}}
multipliziert mit der Breite {\displaystyle \Delta E={\tfrac {4\hbar \pi }{t}}}. Zu beachten ist dabei, dass {\displaystyle \rho (E)} nicht unbedingt die Zustandsdichte {\displaystyle D(E)} aller möglichen Zustände im Energieintervall {\displaystyle E\pm {\tfrac {1}{2}}\Delta E} ist, wie sie z. B. in der Festkörperphysik definiert ist, sondern meist nur ein kleiner Bruchteil davon. Es tragen hier nur diejenigen Zustände bei, die auch bei der konkreten Messung der Übergangswahrscheinlichkeit {\displaystyle W} mitgezählt werden, also z. B. nur solche, wo Teilchen in bestimmte Richtungen fliegen.
Für die Summe W aller einzelnen Übergangswahrscheinlichkeiten {\displaystyle \left|a_{f}(t)\right|^{2}} erhält man damit
{\displaystyle W={\frac {4\left|V_{fi}\right|^{2}}{\hbar ^{2}}}\left({\frac {t^{2}}{8}}\right)\left({\frac {4\hbar \pi }{t}}\right)\rho (E_{f})\ =\ {\frac {2\pi }{\hbar }}\;\rho (E_{f})\;\left|V_{fi}\right|^{2}\;t}.
Division durch die Zeit ergibt somit Fermis Goldene Regel für die Übergangsrate:
{\displaystyle \lambda _{i\to f}={\frac {2\pi }{\hbar }}\rho (E_{f})\left|V_{fi}\right|^{2}}